# 見知らぬ人でなく (久保田早紀のアルバム)
『見知らぬ人でなく』（みしらぬひとでなく）は、1982年7月21日にリリースされた久保田早紀（現・久米小百合）の5枚目のアルバムである。

## 収録曲
全作曲:久保田早紀／編曲:井上鑑（特記以外）

### SIDE A
1. ザ・シティー (4分16秒)
  - 作詞:久保田早紀
2. 見知らぬ人でなく (3分27秒)
  - 作詞:久保田早紀・三浦徳子
3. らせん階段 (4分38秒)
  - 作詞:久保田早紀
4. 夏の夜の10時30分 (3分58秒)
  - 作詞:三浦徳子
5. ジャスト・ア・フレンド (5分12秒)
  - 作詞:久保田早紀・三浦徳子

### SIDE B
1. 木々が大きかった頃に (5分7秒)
  - 作詞:三浦徳子
2. ねがい (3分20秒)
  - 作詞:山川啓介
3. ロンリー・ピープル (4分16秒)
  - 作詞:久保田早紀
4. ステージ・ドア (4分6秒)
  - 作詞:久保田早紀・三浦徳子
5. 車窓 (4分48秒)
  - 作詞:久保田早紀